# René Sygietyński
René Sygietyński, właśc. Ireneusz Aleksander Teodor Sygietyński (ur. 12 grudnia 1865 w Witowie, zm. 20 marca 1928 w Nicei) – polski inżynier komunikacji, budowniczy kolei.

## Życiorys
Zdobył wyższe wykształcenie techniczne. Był inżynierem francusko-amerykańskiego syndykatu, w ramach którego pracował przy budowie kolei francuskich i rosyjskich. Był także budowniczym kolei Andach peruwiańskich oraz naczelnikiem przy budowie kolei anatolijskiej w Turcji. Po I wojnie światowej pracował jako naczelnik wydziału Ministerstwa Skarbu w Warszawie oraz Ministerstwa Przemysłu i Handlu.
Był członkiem Stowarzyszenia „La Pologne et la Guerre” w Szwajcarii.

### Życie prywatne
Był synem Leona Sygietyńskiego i Malwiny z domu Krzyżanowskiej. Jego żoną była Maria Wolibnerowa z domu Golcz – wdowa po właścicielu majątku Gulczewo.
Do jego rodzeństwa należeli:
- Karol Sygietyński (ok. 1845–1863) – powstaniec styczniowy,
- Antoni Sygietyński (1850–1923) – krytyk literacki, powieściopisarz i pedagog[3], ojciec założyciela zespołu „Mazowsze” – Tadeusza Sygietyńskiego (1896–1955)[7],
- Władysław Sygietyński – skrzypek Opery Warszawskiej,
- Florentyna Zofia Sygietyńska(inne języki) (ok. 1850–1939) – wiolonczelistka, żona Mieczysława Antoniego de Viriona (1835–1918),
- Bronisława Sygietyńska (1853–1871)[3].

Został pochowany na cmentarzu miejscowym w Nicei.

## Odznaczenia
- Order Medżydów (1896) – za budowę kolei anatolijskiej[3][8],
- Oficer Legii Honorowej[1][9].